# Municipio de Burlington (Kansas)
El municipio de Burlington (en inglés: Burlington Township) es un municipio ubicado en el condado de Coffey en el estado estadounidense de Kansas. En el año 2010 tenía una población de 341 habitantes y una densidad poblacional de 4,23 personas por km².

## Geografía
El municipio de Burlington se encuentra ubicado en las coordenadas 38°9′49″N 95°46′37″O / 38.16361, -95.77694. Según la Oficina del Censo de los Estados Unidos, el municipio tiene una superficie total de 80.64 km², de la cual 79,4 km² corresponden a tierra firme y (1,54 %) 1,24 km² es agua.

## Demografía
Según el censo de 2010, había 341 personas residiendo en el municipio de Burlington. La densidad de población era de 4,23 hab./km². De los 341 habitantes, el municipio de Burlington estaba compuesto por el 97,07 % blancos, el 0,59 % eran afroamericanos, el 0,59 % eran amerindios, el 0,29 % eran de otras razas y el 1,47 % eran de una mezcla de razas. Del total de la población el 3,52 % eran hispanos o latinos de cualquier raza.